# Армія «Східна Пруссія»
Армія «Східна Пруссія» (нім. Armee Ostpreußen) — польова армія Німеччини, що короткочасно діяла в складі Вермахту з 7 квітня по 8 травня 1945 у Східній Пруссії за часів Другої світової війни.

## Історія
Армія «Східна Пруссія» була сформована 7 квітня 1945 року шляхом перейменування 2-ї армії, а також решти 4-ї армії, що були відрізані від головних сил Вермахту на території Східної та Західної Пруссії. Залишками своїх військ вона тримала оборону між річками Вісла та Ногат й поздовж узбережжя Данцигської затоки.
8 травня 1945 року армія «Східна Пруссія» капітулювала.

## Райони бойових дій
- Німеччина (Східна Пруссія) (квітень — травень 1945).

## Командування

### Командувачі
- генерал танкових військ Дітріх фон Заукен (нім. Dietrich von Saucken) (7 квітня — 8 травня 1945).

## Бойовий склад армії «Східна Пруссія»
Формування управління, забезпечення та підтримки
- штаб армії (Stab mit Stabstruppen);
- 501-ше армійське управління постачання (Armee-Nachschubführer 501);
- 580-та комендатура тилу (Korück 580);
- 563-й армійський полк зв'язку (Armee-Nachrichten-Regiment 563);
- 308-ме головне артилерійське командування (Höherer Arko 308).
- штурмовий полк 2-го армійського командування (Sturm-Regiment AOK 2);
- польовий навчальний полк 2-го армійського командування (Feld-Ausbildungs-Regiment AOK 2).

- 6-й армійський корпус (VI. Armeekorps);
- 9-й армійський корпус (IX. Armeekorps);
- 23-й армійський корпус (XXIII. Armeekorps);
- 26-й армійський корпус (XXVI. Armeekorps);
- 18-й гірський корпус (XVIII. Gebirgskorps);
- корпусне командування «Хела» (Generalkommando "Hela");
- 61-ша піхотна дивізія (61. Infanterie-Division);
- 69-та піхотна дивізія (69. Infanterie-Division);
- 102-га піхотна дивізія (102. Infanterie-Division);
- 349-та піхотна дивізія (349. Infanterie-Division);
- 367-ма піхотна дивізія (367. Infanterie-Division);
- 548-ма фольксгренадерська дивізія (548. Volksgrenadier-Division);
- 607-ма піхотна дивізія особливого призначення (Division z.b.V. 607);
- 10-та самокатно-єгерська бригада (10. Radfahr-Jäger-Brigade);
- фортеця Пиллау (Festung Pillau).